# Photograph (singel Eda Sheerana)
„Photograph” – to utwór brytyjskiego wokalisty Eda Sheerana. Wydany został 11 maja 2015 roku przez wytwórnię płytową Atlantic Records jako piąty singel wokalisty z jego drugiego albumu studyjnego, zatytułowanego x. Twórcami tekstu utworu są Ed Sheeran i Johnny McDaid, natomiast jego produkcją zajęli się Jeff Bhasker i Emile Haynie. Do singla nakręcono także teledysk, a jego reżyserią zajął się Emil Nava. „Photograph” dotarł do 10. miejsca na liście przebojów w Nowej Zelandii i uzyskał tam status złotej płyty.
W Polsce nagranie uzyskało certyfikat platynowej płyty.
Ed Sheeran został oskarżony o plagiat przez autorów piosenki Amazing, napisanej dla zwycięzcy 7. sezonu brytyjskiej wersji programu X Factor Matta Cardle'a przez Martina Harringtona i Thomasa Leonarda. Artysta miał skopiować obszerne fragmenty tej kompozycji w swoim utworze Photograph. Twórcy piosenki żądali od Eda Sheerana ponad 20 milionów dolarów odszkodowania za poniesione straty.
10 kwietnia 2017 roku pozew został oddalony po tym jak Ed Sheeran zawarł ugodę z powodami, której szczegóły nie zostały ujawnione.

## Pozycje na listach przebojów
| Kraj              | Lista (2014-15)         | Pozycja | Status        | Sprzedaż |
| ----------------- | ----------------------- | ------- | ------------- | -------- |
| Australia         | Top 50 Singles          | 9       | —             | —        |
| Austria           | Singles Top 75          | 33      | —             | —        |
| Dania             | Tracklisten Top 40      | 8       | —             | —        |
| Francja           | Top 200 Singles         | 53      | —             | —        |
| Hiszpania         | Singles Top 50          | 45      | —             | —        |
| Holandia          | Single Top 100          | 82      | —             | —        |
| Irlandia          | Top 50 Singles          | 21      | —             | —        |
| Kanada            | Canadian Hot 100        | 23      | złota płyta   | 40 000+  |
| Niemcy            | Top 100 Singles         | 30      | —             | —        |
| Nowa Zelandia     | Top 40 Singles          | 10      | złota płyta   | 7 500+   |
| Stany Zjednoczone | Hot 100                 | 41      | —             | —        |
| Szkocja           | Scottish Singles Top 40 | 15      | —             | —        |
| Szwajcaria        | Singles Top 75          | 42      | —             | —        |
| Szwecja           | Top 60 Singles          | 54      | —             | —        |
| Wielka Brytania   | Singles Top 100         | 22      | srebrna płyta | 200 000+ |